# El Horizonte, Motozintla
El Horizonte är en ort i Mexiko.   Den ligger i kommunen Motozintla och delstaten Chiapas, i den sydöstra delen av landet, 900 km sydost om huvudstaden Mexico City. El Horizonte ligger 619 meter över havet och antalet invånare är 107.
Terrängen runt El Horizonte är bergig åt sydost, men åt nordväst är den kuperad. El Horizonte ligger nere i en dal. Runt El Horizonte är det ganska tätbefolkat, med 78 invånare per kvadratkilometer. Närmaste större samhälle är Huixtla, 17,5 km sydväst om El Horizonte. I omgivningarna runt El Horizonte växer i huvudsak städsegrön lövskog.